# میدان سنا، هلسینکی

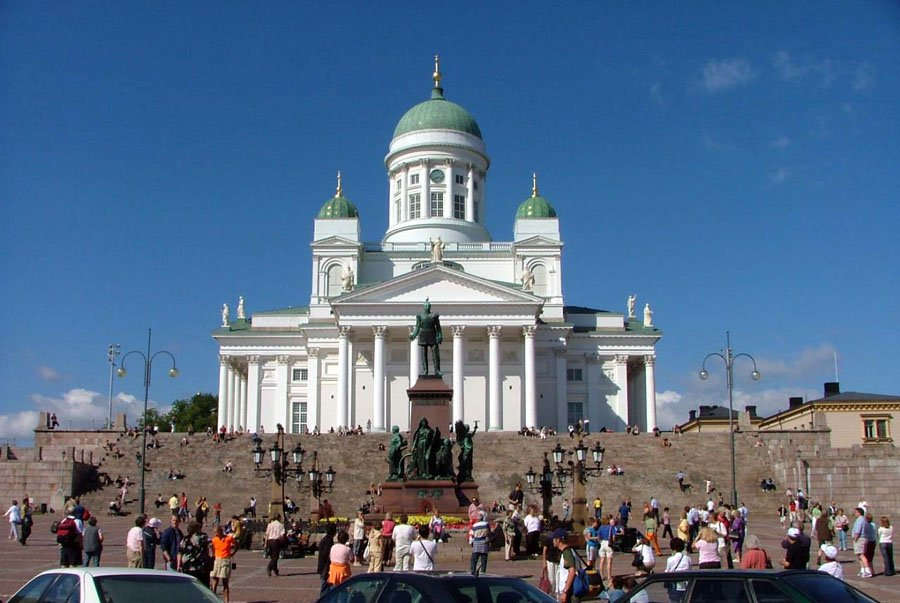
میدان سنا و گردشگران تابستانی در اطراف کلیسای جامع هلسینکی ۲۰۰۴

میدان سنا (انگلیسی: Senate Square)، (فنلاندی: Senaatintori, سوئدی: Senatstorget) ساخته معمار آلمانی کارل لودویگ انگل است.
خانه سدرهولم، قدیمی‌ترین ساختمان هلسینکی مربوط به سال ۱۷۵۷ نیز در این میدان واقع شده‌است. از این میدان به عنوان نمادی بی‌نظیر از سیاست، مذهب، علم و تجارت در هلسینکی پایتخت فنلاند یاد می‌شود.
میدان سنا و اطراف آن قدیمی‌ترین قسمت مرکز هلسینکی را تشکیل می‌دهند. از بناهای برجسته و بناهای معروف اطراف میدان می‌توان به کلیسای جامع هلسینکی، کاخ دولت و ساختمان اصلی دانشگاه هلسینکی اشاره کرد.

## معماری
محل فعلی میدان سنا در قرون ۱۷ و ۱۸ گورستانی وسیع بود. در سال ۱۸۱۲ یوهان آلبراخت ارنستروم میدان سنا را به عنوان میدان اصلی برای پایتخت جدید هلسینکی در طرح جامع شهر طراحی کرد. در ۱۸۲۲ کاخ شورای دولتی در ضلع شرقی میدان سنا تکمیل شد. تا سال ۱۸۱۸ از این کاخ به عنوان مقر سنای فنلاند استفاده می‌شد تا اینکه در سال ۱۹۱۸ این بنا به شورای دولتی واگذار شد و اکنون دفتر نخست‌وزیر و کابینه فنلاند است. در سال ۱۸۳۲ ساختمان اصلی دانشگاه هلسینکی، در سمت مقابل میدان سنا ساخته شد.
کارل لودویگ انگل از سال ۱۸۱۸ تا ۱۸۴۰ در ضلع شمالی میدان سنا در حال ساخت بنای کلیسای جامع هلسینکی بود. این کلیسا که آن زمان کلیسای مقدس نیکلاس نامیده می‌شد، در بلندای خود، مشرف بر میدان سنا است و ۱۲ سال پس از مرگ آنگل، توسط پسرش تکمیل و در سال ۱۸۵۲ افتتاح شد.

## سراسرنما

پانورامای میدان سنا هلسینکی. از چپ: دانشگاه هلسینکی، کلیسای جامع هلسینکی و کاخ دولت. مجسمه الکساندر دوم در مرکز قرار دارد.

## مجسمه الکساندر دوم
یک مجسمه از الکساندر دوم امپراتور روسیه ساخته والتر رونبری در مرکز میدان قرار دارد. این مجسمه که در سال ۱۸۹۴ برپا شد، به یادبود برقراری مجدد استقلال فنلاند در سال ۱۸۶۳ و همچنین آغاز چندین اصلاحات که باعث افزایش استقلال فنلاند از روسیه، ساخته شد. در فنلاند الکساندر دوم به تزار خوب معروف بود.
از سال ۱۸۹۹ و در طی روسی‌سازی فنلاند، مردم با گذاشتن گل در پای مجسمه الکساندر دوم، به عنوان نمادی از مقاومت ساکت به احکام نیکلای دوم واپسین تزار روسیه، اعتراض می‌کردند.
در سال ۱۹۱۷ پس از استقلال فنلاند پیشنهادهای مردمی و دولتی برای حذف این مجسمه از مجموعه میدان ارائه شد. بعداً پیشنهاد شد که مجسمه سوارکاری مارشال مانرهایم را که هم‌اکنون مقابل موزه کیاسما قرار دارد جایگزین مجسمه الکساندر دوم شود. به هر روی این پیشنهادها هرگز به سرانجام نرسید و امروزه این مجسمه یکی از مهمترین نشانه‌های گردشگری شهر هلسینکی است و یادآور رابطه نزدیک فنلاند با روسیه تزاری است.

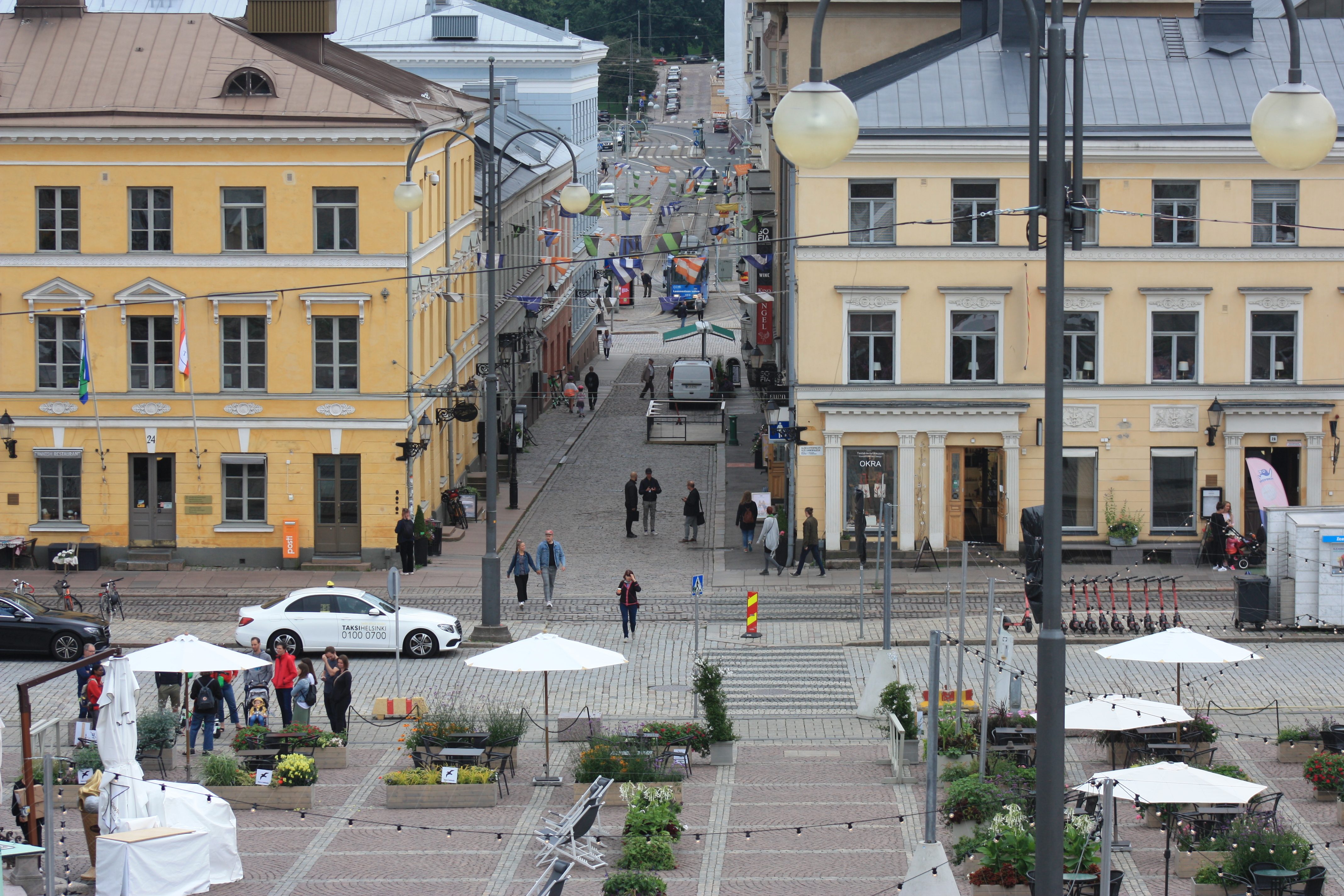
نماهایی از میدان سنا
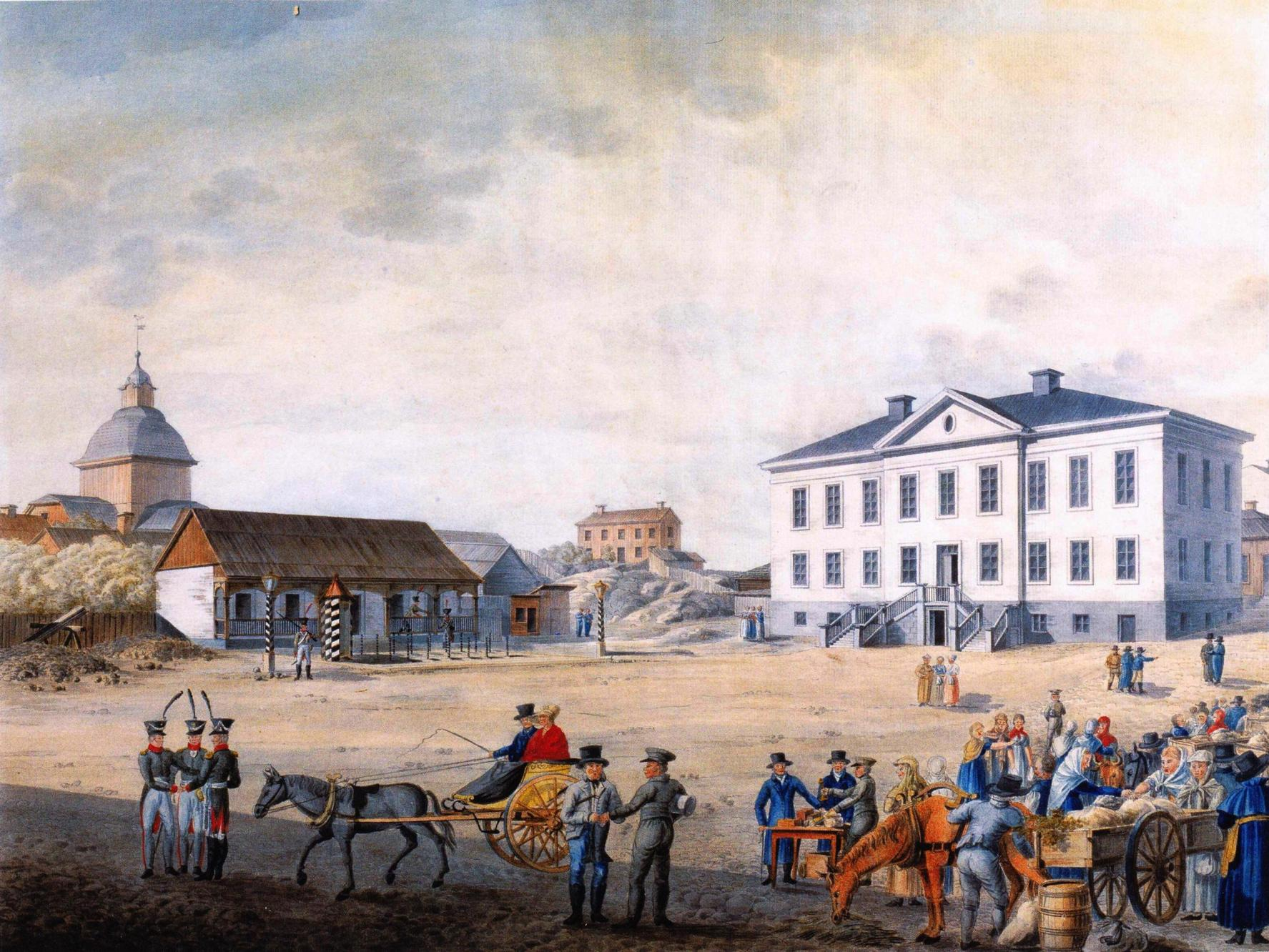
نقاشی آبرنگ از میدان سنا ۱۸۱۶–۱۸۱۸
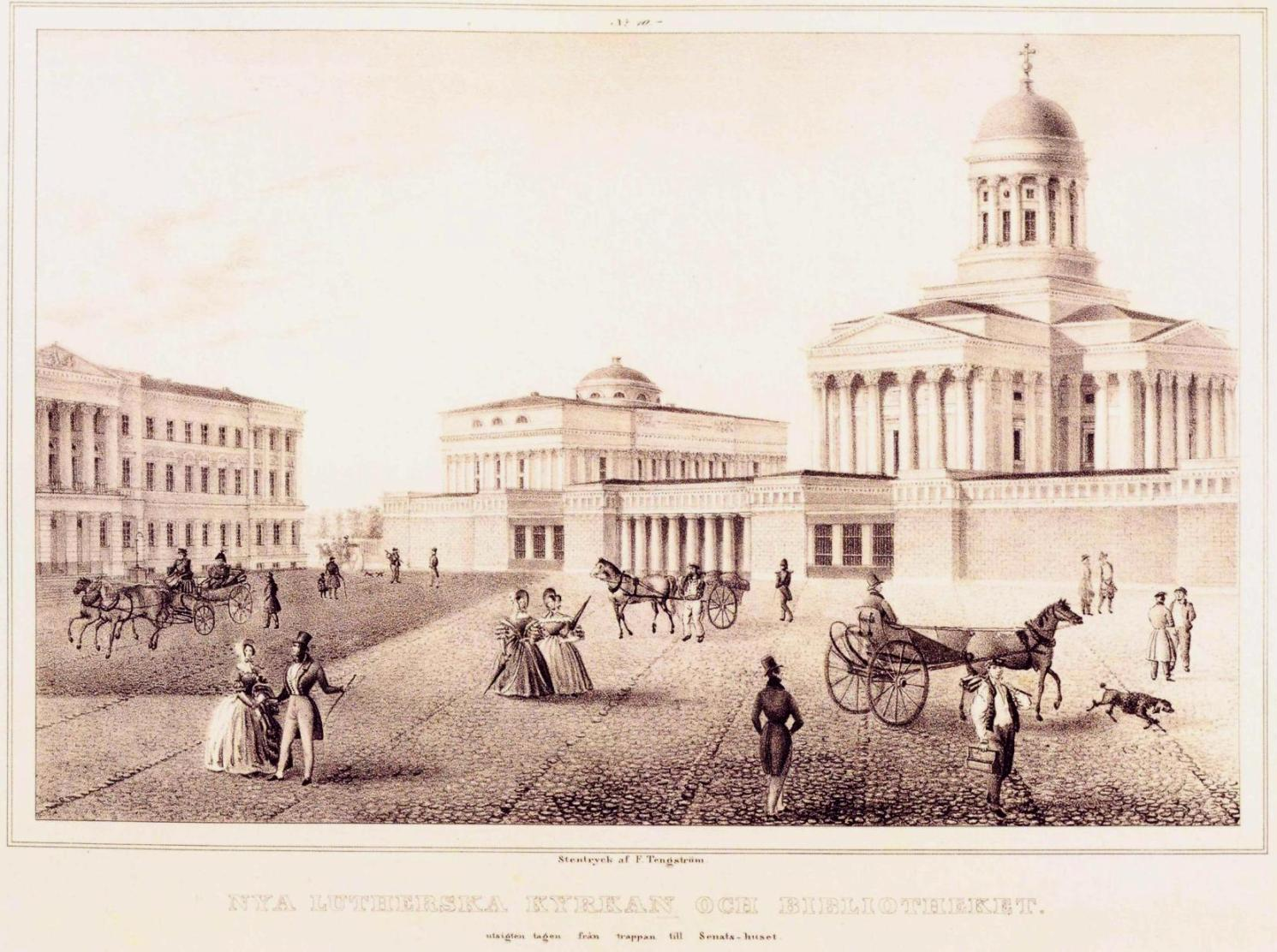
میدان سنا سال ۱۸۳۸
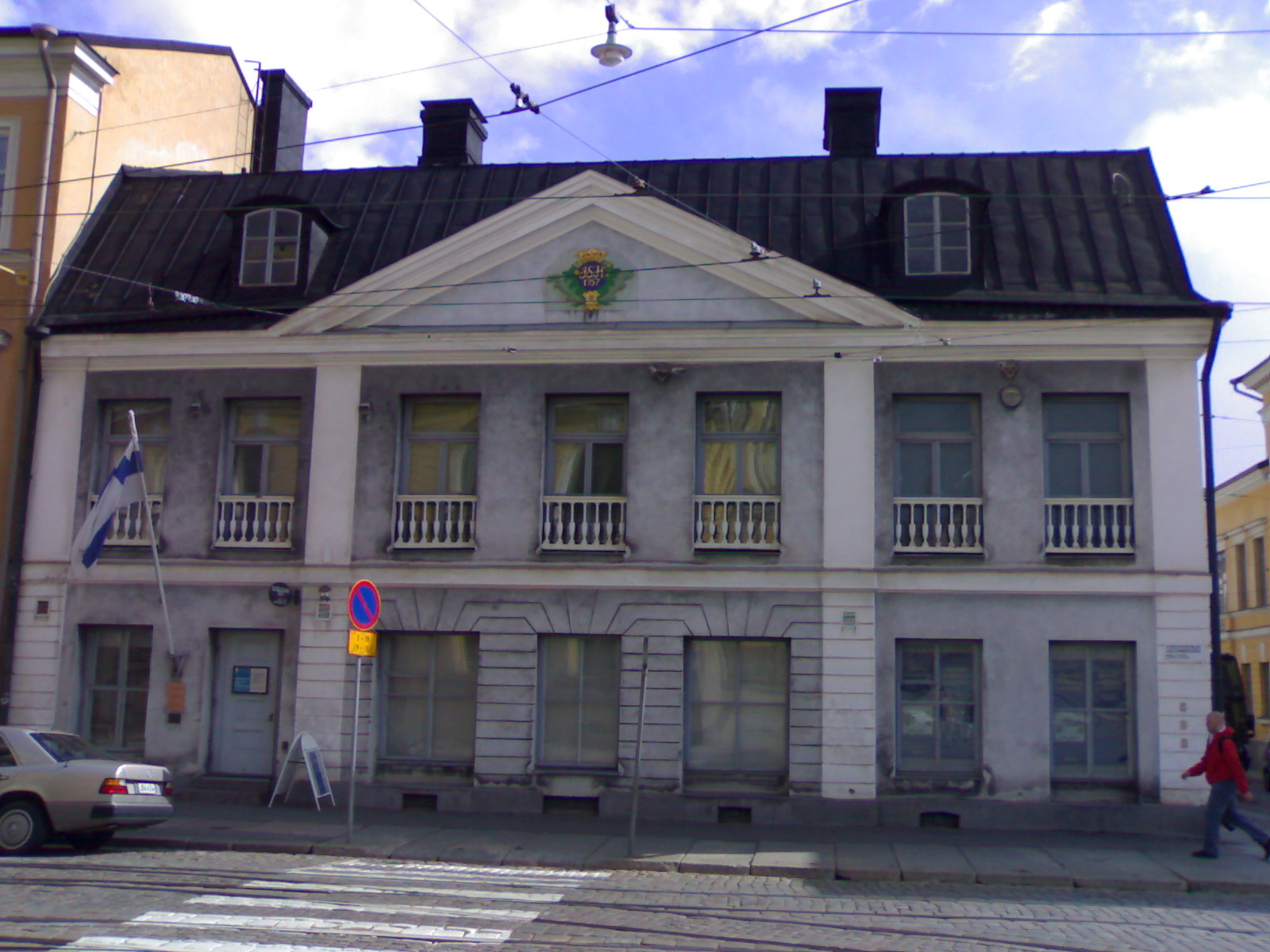
خانه سدرهولم، قدیمی‌ترین ساختمان هلسینکی مربوط به سال ۱۷۵۷ در گوشه جنوب شرقی میدان
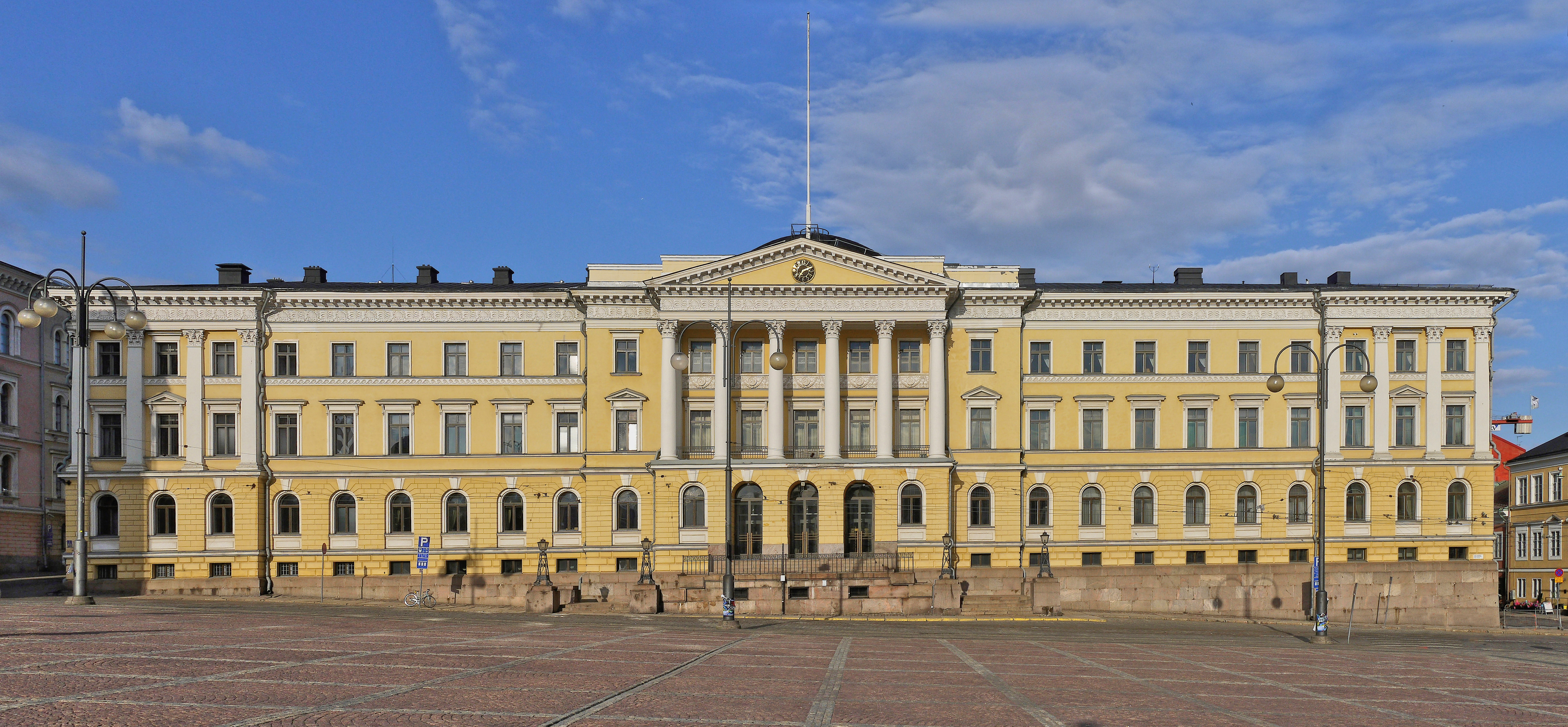
کاخ دولت ساخته شده در سال ۱۸۲۲
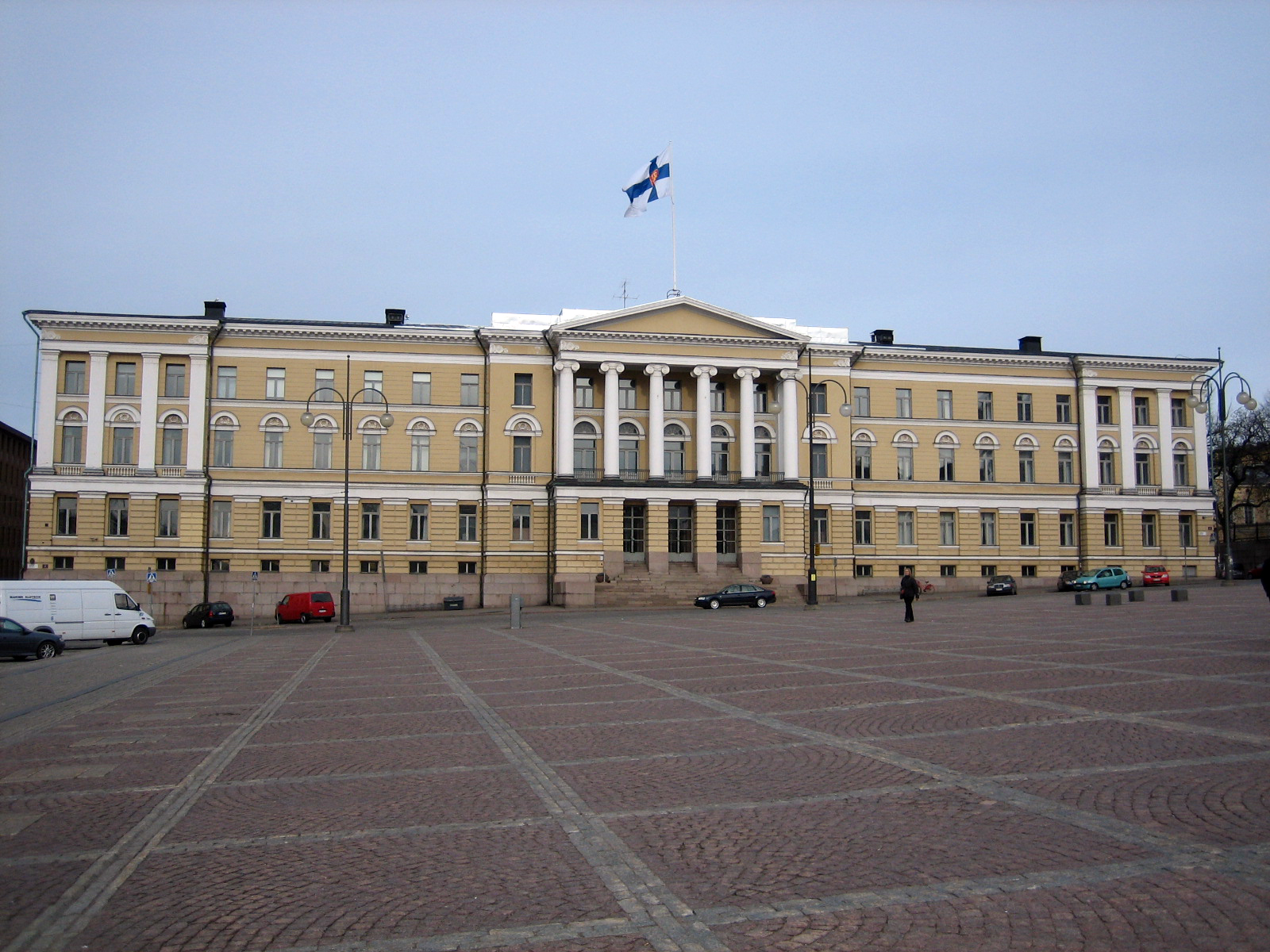
دانشگاه هلسینکی ساخته شده در سال ۱۸۳۲

## میدان سنا در حال حاضر
امروزه میدان سنا یکی از اصلی‌ترین جاذبه‌های گردشگری هلسینکی است؛ و رویدادهای مختلف هنری در تمام فصول سال در این میدان برگزار می‌شود.
بنا به سنت قدیمی موسیقی کاریلون (به زبان فنلاندی به معنای صدای میدان سنا است) هر روز ساعت ۱۷:۴۹ در میدان سنا پخش می‌شود.
میدان سنای هلسینکی سال هاست که متقاضی ورود به میراث جهانی یونسکو است برخی سازه‌ها در جنوب غربی این محوطه اصلی‌ترین مانع برای ثبت این درخواست عنوان شده‌است.

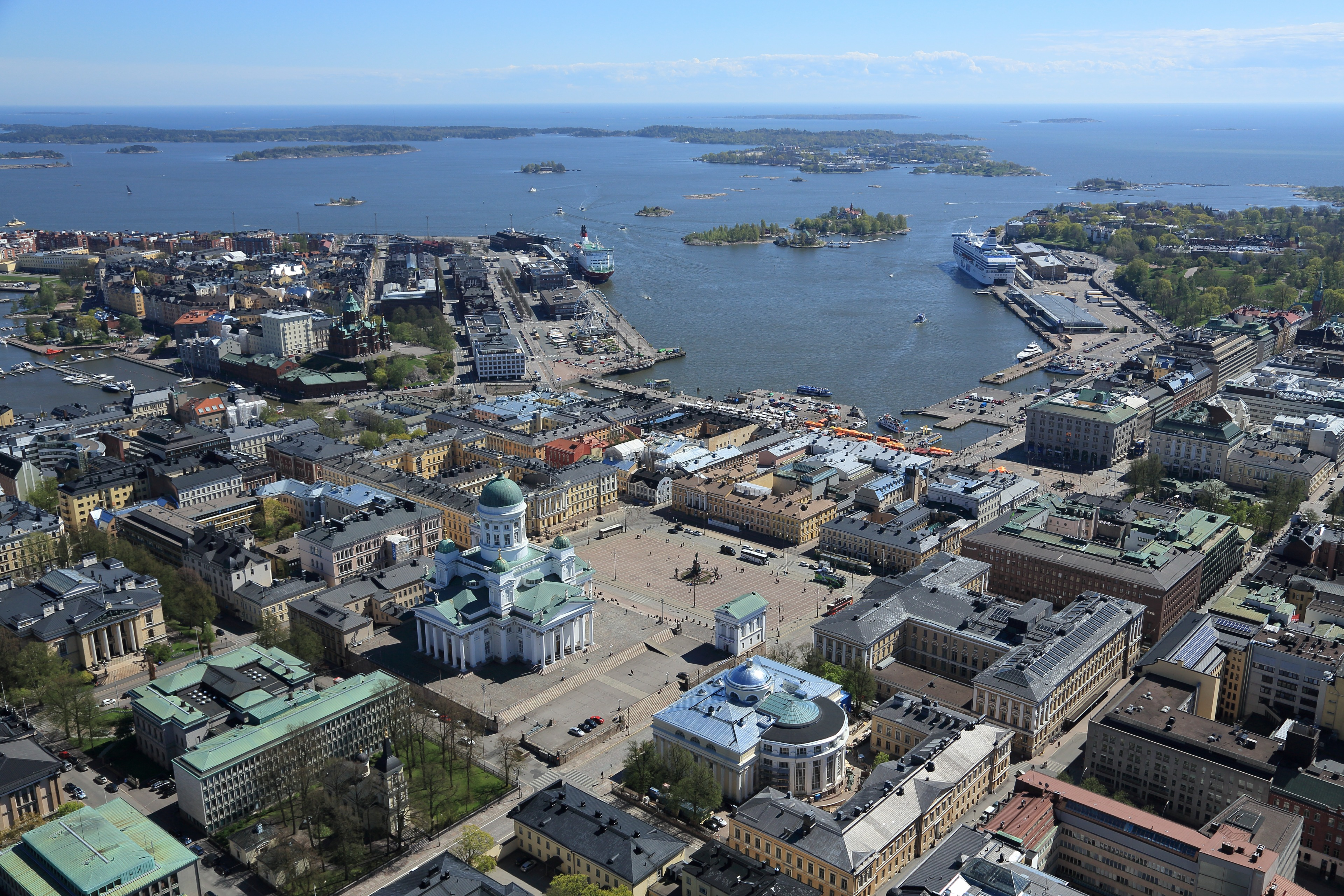
عکس هوایی از میدان به سمت دریا در سال ۲۰۱۵